# Ilingoceros
Ilingoceros es un género de mamífero artiodáctilo extinto perteneciente a la familia Antilocapridae. Se han encontrado sus restos fósiles en Norteamérica. 
Era un poco más grandes que los berrendos actuales, poseía un par de cuernos torcidos en espiral que crecían rectos hacia arriba y terminaban en una horquilla suave. Esta forma de los cuernos contrasta con otros géneros como Osbornoceros, de cuernos lisos y ligeramente curvos.